# タフティーブ

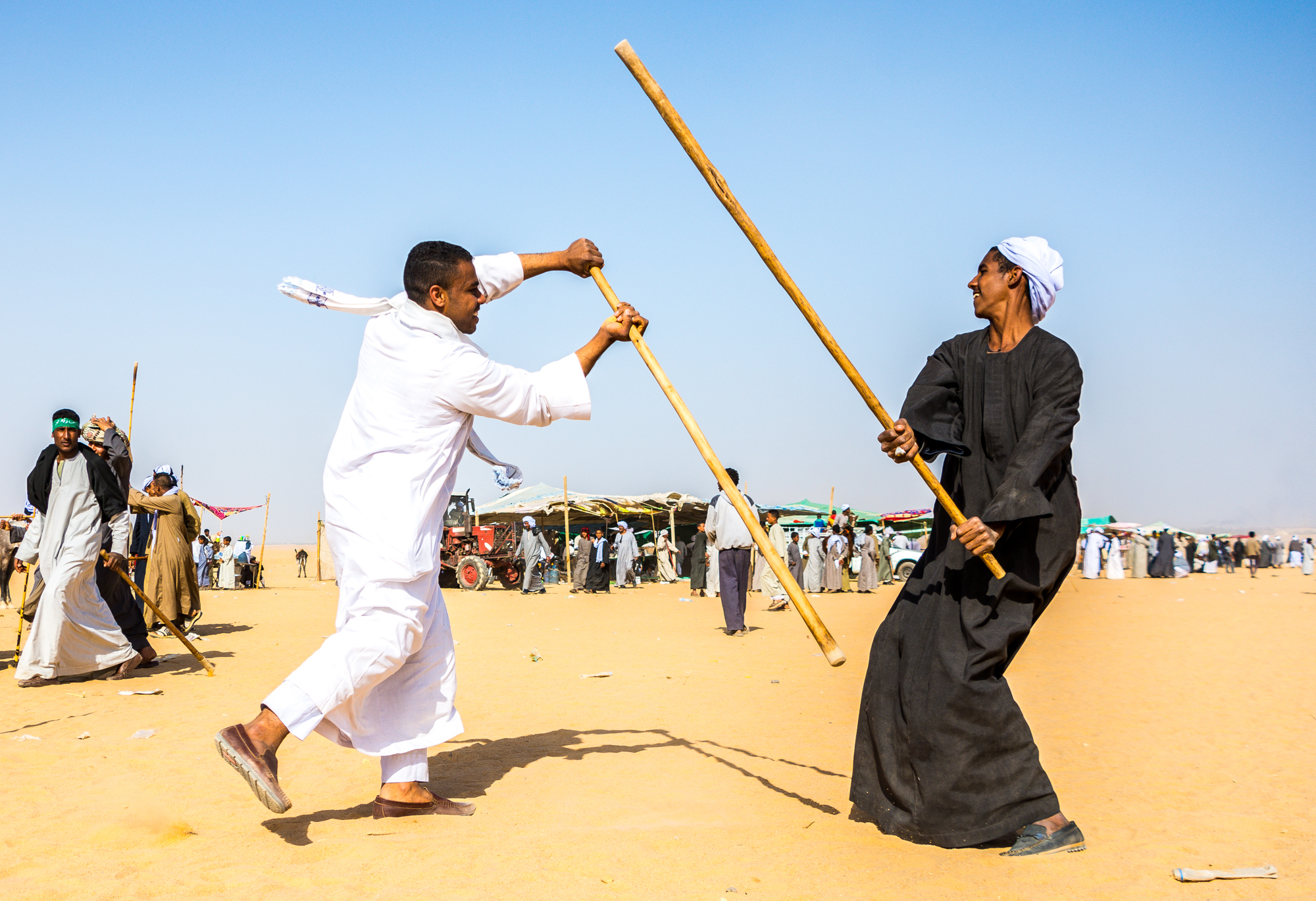
タフティーブ

タフティーブ（アラビア語　تحطيب）とは、エジプトに伝わる棒術。棒踊りの事もこう呼ぶ。

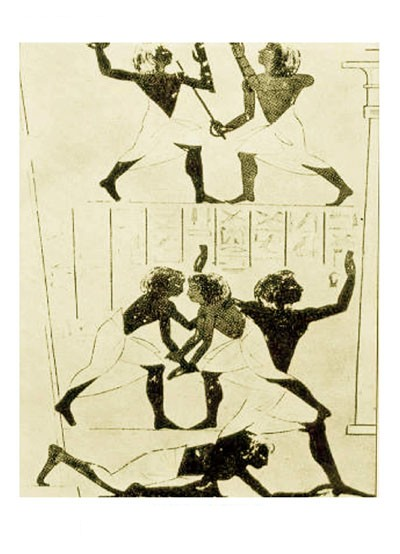
エジプトの遺跡に残る

## 概要
ファラオの時代から存在する武術で、古代の遺跡には既に棒術を行っている絵が存在する。現代でもお祭りやラマダーンの際に演武が行われる。他には結婚式や、アスワン観光のパフォーマンスとして行われることもある。このほか、現代風にアレンジされたものがエジプト陸軍でも訓練されているという。
剣と盾を持っての攻防を想定して作られており、使用する棒は「アサヤ」、「ナブート」と呼ばれ、1.22m程の長さである。馬上で行う型では3.7m程の長さの棒を使う。
伝統的にはアラブ風のローブとターバンをまとって演武を行い、タフヴォル（太鼓）とミズマール（オーボエの一種）が音楽を奏でる。ベリーダンスにもタフティーブの動きが取り入れられており、女性がドレスを着て踊る事もある。